# Галле (округ)
Галле (синг. ගාල්ල දිස්ත්රික්කය, там. காலி மாவட்டம) — один з 25 округів Шрі-Ланки. Входить до складу Південної провінції країни. Адміністративний центр — місто Галле.

## Площа
Площа округу становить 1652 км² . В адміністративному відношенні поділяється на 19 підрозділів.

## Населення
Населення округу за даними перепису 2012 року становить 1 058 771 чоловік. 94,31% населення складають сингали; 3,64% — ларакалла; 1,44% — ланкійські таміли; 0,53% — індійські таміли; 0,02% — бюргери; 0,01% — малайці і 0,04% — інші етнічні групи . 93,98% населення сповідують буддизм; 3,71% — іслам; 1,46% — індуїзм і 0,83% — християнство .

## Історія
З давніх часів Ґалле згадується як головний порт острова. До прибуття португальців у XVI ст. місто мало назву Ґімхатхітхтха (або Калі). Перший контакт португальців з Ґалле стався у 1505 році, коли вони висадилися під командуванням Д. Луренцо де Альмейда, відкривши новий етап в історії острова завдяки дружбі, яку вони встановили з тодішнім сувереном острова, Дхармапаракрама Баху (1484–1514). Португальські укріплення були споруджені в Ґалле разом з францисканською каплицею (сьогодні в руїнах) у 1541 році. Це примітивне укріплення пізніше було використано як в'язниця для сингальців, які виступали проти португальського панування. У 1640 р. форт захопили солдати голландської Ост-Індської компанії, що об'єдналися з Раджасінгхе II, королем Канді, й вислали проти форту Ґалле 2 500 чоловік під командуванням Костера. Місто було укріплене голландцями протягом XVII ст. починаючи з 1649 року. Згодом інтересом португальців стало Коломбо. Однак у 1588 р. на них напали ланкійські війська Раджи Сінгха I (1581–1593), короля Сітавака, які змусили їх повернутися до Ґалле.
Нинішня фортифікація форту датується 1663 роком. Тоді було зведено кам'яну муровану стіну, підтримувану трьома бастіонами. У 1796 році усі голландські володіння були передані під владу Британської корони. У 1833 році після адміністративної реформи Ґалле опинився в складі Південної провінції. Важливість Ґалле знизилася після того, як англійці розвинули Коломбо, як свою столицю і головний порт в середині ХІХ ст.
У 1988 році стара частина міста і його укріплення були внесені до реєстру Світової Спадщини ЮНЕСКО.
26 грудня 2004 року масивне цунамі завдало місту значної шкоди. Цунамі було спричинене землетрусом в Індійському океані біля берегів Індонезії за тисячу миль. Загинуло кілька тисяч чоловік. В 2007 році місто було повністю відновлене.